# Dai (cryptomonnaie)
Pour les articles homonymes, voir Dai.

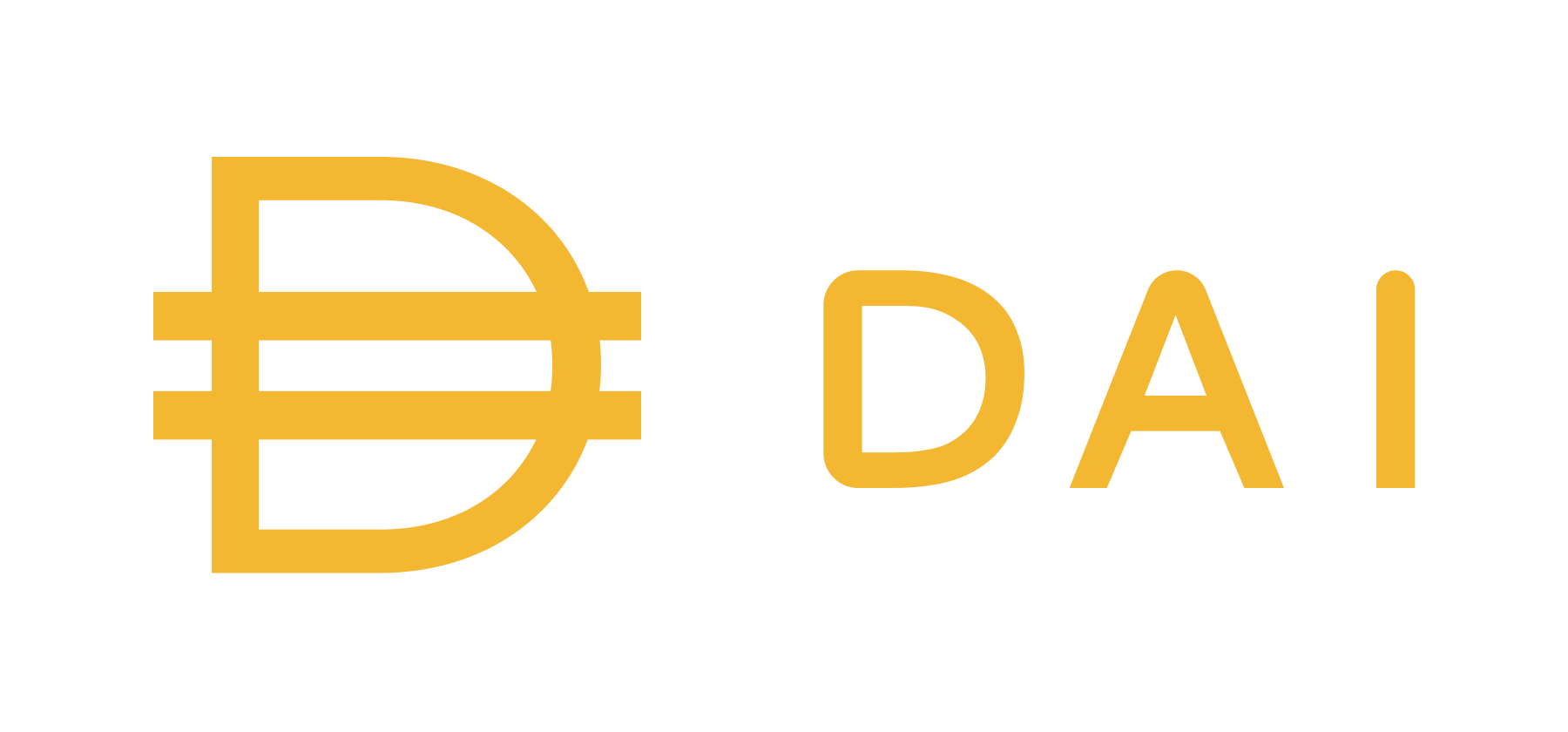
Logo de DAI

Dai (ou DAI, anciennement Sai ou SAI) est un stablecoin sur la blockchain Ethereum dont la valeur est maintenue aussi proche que possible du dollar américain grâce à un système de participants décentralisés incités par des contrats intelligents à effectuer des fonctions de maintenance et de gouvernance. Le Dai est maintenu et régulé par MakerDAO, une organisation autonome décentralisée (DAO) composée des propriétaires de son jeton de gouvernance, le MKR, qui peuvent proposer et voter des modifications de certains paramètres dans ses contrats intelligents afin d'assurer la stabilité du Dai,.
Ensemble, le Dai et la MakerDAO sont considérés comme le premier exemple de finance décentralisée largement adoptés.

## Histoire
La MakerDAO est créé en 2014 par l'entrepreneur danois Rune Christensen. Le nom de la crypto-monnaie est basé sur le caractère chinois貸, qu'il a traduit par « prêter ou fournir du capital pour un prêt ».
Le 18 décembre 2017, le Dai est lancé sur le réseau principal Ethereum. Le prix du Dai est maintenu avec succès au niveau du dollar américain au cours de sa première année d'existence, même si le prix de l'Ether, la seule garantie disponible à l'époque, avait baissé de plus de 80 % au cours de la même période.
En septembre 2018, la société de capital-risque Andreessen Horowitz investi 15 millions de dollars dans MakerDAO en achetant 6 % de tous les jetons MKR.
En 2018, la MakerDAO créé la Maker Foundation, dirigée depuis Copenhague, qui sert à aider au démarrage de la création de l'écosystème, par exemple en écrivant le code nécessaire au fonctionnement et à l'adaptation de la plate-forme.
En 2019, MakerDAO connait une lutte interne pour savoir s'il devait s'intégrer davantage au système financier traditionnel. Christensen souhaitait une plus grande conformité réglementaire pour permettre aux actifs autres que la crypto-monnaie de servir de garantie pour Dai. La lutte conduit au départ du CTO de MakerDAO.
En mars 2020, en raison de la volatilité extraordinaire du marché au début de la pandémie de COVID-19, le Dai connait une spirale de désendettement déflationniste qui, à son apogée, l'amène à s'échanger jusqu'à 1,11 USD .[réf. nécessaire] avant de revenir à son évaluation prévue de 1,00 $.

## Fonctionnement
Le Dai est créé et détruit par un processus de prêt et de remboursement rehaussés, facilité par les contrats intelligents de la MakerDAO sous la forme d'une application décentralisée. Les utilisateurs déposant l'un des types de garantie acceptés (tels que de l'Ethereum) peuvent frapper de nouveaux DAI, sous forme de prêt, contre la valeur de leur garantie. La valeur en USD de la garantie, divisée par le montant de DAI emprunté, correspond au ratio de garantie du prêt. Celui-ci est calculé en utilisant le prix en USD d'une unité de l'actif collatéral tel que rapporté par un ensemble d'oracles décentralisés. Chaque type de prêt a un ratio de garantie minimum, qui se situe généralement entre 110 et 200 %. Si le ratio de garantie d'un prêt tombe en dessous du ratio minimum, n'importe qui peut appeler une fonction du contrat pour qu'une partie de la garantie soit vendue pour DAI sur une bourse décentralisée, qui est ensuite utilisée pour rembourser la dette et payer une récompense au compte qui a appelé la fonction. La fixation d'un ratio minimum bien supérieur à 100 % laisse suffisamment de temps pour vendre le collatéral en cas de chute brutale du prix de l'actif. Généralement, plus le ratio minimum est faible, plus le taux d'intérêt sera élevé, pour compenser le risque systémique,.
Lors du remboursement du prêt et de ses intérêts, le Dai restitué est automatiquement détruit et la garantie est mise à disposition pour retrait. De cette manière, la valeur en USD de Dai est adossée à la valeur en USD de la garantie sous-jacente détenue par les contrats intelligents de la MakerDAO. En contrôlant les types de garanties acceptées, les ratios de garantie minimum et les taux d'intérêt pour emprunter ou stocker du Dai, MakerDAO est en mesure de contrôler la quantité de Dai en circulation, et donc sa valeur.
Le pouvoir de proposer et de mettre en œuvre des modifications de ces variables est accordé, par le biais d'un code, aux détenteurs du jeton MKR. Les propriétaires du jeton de gouvernance peuvent voter sur les modifications proposées dans une proportion égale au nombre de jetons qu'ils détiennent. Le jeton MKR sert également d'investissement dans le système MakerDAO. Les intérêts supplémentaires que les emprunteurs remboursent, en plus du principal de leur prêt, sont utilisés pour acheter des jetons MKR sur le marché et les brûler, les retirant définitivement de la circulation . Ce mécanisme vise à rendre le MKR déflationniste en corrélation avec les revenus du prêt en Dai,.